# Kanton La Bresse
Kanton La Bresse (fr. Canton de La Bresse) je francouzský kanton v departementu Vosges v regionu Grand Est. Tvoří ho 15 obcí. Zřízen byl v roce 2015.

## Obce kantonu
- Basse-sur-le-Rupt
- La Bresse
- Cornimont
- Faucompierre
- La Forge
- Gerbamont
- Rochesson
- Sapois
- Saulxures-sur-Moselotte
- Le Syndicat
- Tendon
- Thiéfosse
- Le Tholy
- Vagney
- Ventron